# Орли (кінопремія)
Польські кінематографічні нагороди (пол. Polskie Nagrody Filmowe), більше відомі, як Орли (пол. Orły) — щорічна нагорода, яку присуджує Польська кіноакадемія в царині кіно. Перша церемонія нагородження відбулася 21 червня 1999 року.

## Історія і опис
Польські кінонагороди вперше були вручені 21 червня 1999 року у варшавському кінотеатрі «Capitol» — нагороди були вручені в 12 категоріях, за підсумками 1998 року, а церемонію вручення нагород провели Пйотр Махаліца і Марія Пакульніс. Організатором, а також ініціатором створення і вручення нагород було «Товариство незалежних виробників кіно- і теле- фільмів» (пізніше перейменоване на «Національну палату аудіовізуальних продюсерів» (пол. Krajową Izbę Producentów Audiowizualnych, KIPA) на чолі з тодішнім головою Товариства, Даріушем Яблонським, який і придумав цю нагороду. Постановником усіх церемоній вручення нагороди є створена з цією метою «Незалежна  кінофундація», засновником якого також є Яблонський.
У 2003 році, за ініціативою KIPA, була створена Польська кіноакадемія (пол. Polska Akademia Filmowa), яка має на меті офіційно присуджувати Польські кінонагороди, як це робиться в інших країнах (наприклад в Іспанії — Академія кінематографічних мистецтв і наук Іспанії, що присуджує нагороду «Гойя»). До того нагороди присуджувала спеціальна електоратна комісія. Членами Польської кіноакадемії стали ті члени електоратної комісії, які мали право голосу при присудженні «Орлів» і прийняли запрошення KIPA увійти до академії. 14 квітня 2008 року першим президентом академії стала Агнешка Голланд; з 19 березня 2012 цю посаду займає Даріуш Яблонський. Президент Польської кіноакадемії має почесну функцію і обирається на два роки.
Спочатку церемонії вручення нагород проходили під почесним патронатом президента республіки. Зараз почесний патронаж над Польськими кінонагородами здійснює Міністр культури та національної спадщини.

## Присудження нагород
Кандидатами на Польські кінонагороди можуть бути всі польські художні ігрові фільми (а також їхні творці та актори), які вийшли на екрани вперше в Польщі, як мінімум на тиждень загальнодоступного платного показу, в період з 1 січня по 31 грудня. Номінуються кандидати, що отримали найкращі результати в кожній з категорій. Група тих, що обирають, має у своєму складі понад 500 членів Польської кіноакадемії та складається з професіоналів десяти кінематографічних спеціальностей, які мають у своєму послужному списку як мінімум один художній ігровий фільм, що вийшов на екрани після 1989 року.
Усі, хто був номінований на Польські кінонагороди, отримують запрошення стати членами в Європейській кіноакадемії.
Голосування на Польські кінонагороди таємне й проводиться у два етапи. Дані засекречені до оголошення результатів. Голосування завжди починається в перші тижні січня, коли аудиторська компанія PricewaterhouseCoopers, що спостерігає над ходом голосування і гарантує достовірність процесу, надсилає всім членам академії іменні картки для голосування. Перший етап голосування триває до початку лютого. Після цього закривається поштова скринька, на яку відсилаються заповнені картки. Після цього компанія PricewaterhouseCoopers перевіряє усі картки з голосами членів академії. Другий етап — це вибори лауреатів «Орлів».

## Статуетка
Статуетка нагороди — розпростерті крила орла, розташовані на білому постаменті. Крила і постамент перевиті стрічкою, що нагадує кінострічку. Автором статуетки, яка вручається з 2001 року, є польський скульптор Адам Федорович.

## Категорії
У 1999 році «Орли» вручалися в 12 категоріях. Зараз вони вручаються в 19 категоріях (у кожній з них від 2 до 6 номінантів):
- Найкращий фільм (присуджують з 1999 року)
- Найкращий європейський фільм (з 2005)
- Найкращий ігровий серіал (з 2015)
- Найкращий документальний фільм (з 2013)
- Найкращий режисер (з 1999)
- Найкращий сценарій (з 1999)
- Найкраща головна чоловіча роль (з 1999)
- Найкраща чоловіча роль другого плану (з 2000)
- Найкраща головна жіноча роль (з 1999)
- Найкраща жіноча роль другого плану (з 2000)
- Найкраща робота оператора (з 1999)
- Найкраща музика у фільмі (з 1999)
- Найкраща сценографія (з 1999)
- Найкращі костюми (з 2001)
- Найкращий монтаж (з 1999)
- Найкращий звук (з 1999)
- Відкриття року (з 2008)
- Нагорода громадськості (з 2002)
- За життєві досягнення (з 1999)

### Скасовані категорії
- Найкращий продюсер (з 1999 до 2001 року)
- Спеціальна нагорода (з 2001 до 2003)